# UFC 182
UFC 182: Jones vs. Cormier（ユーエフシー・ワンエイティツー：ジョーンズ・バーサス・コーミエ）は、アメリカ合衆国の総合格闘技団体「UFC」の大会の一つ。2015年1月3日、ネバダ州ラスベガスのMGMグランド・ガーデン・アリーナで開催された。

## 大会概要
本大会ではジョン・ジョーンズとダニエル・コーミエによるUFC世界ライトヘビー級タイトルマッチが組まれた。
キャリア7戦全勝のジャレッド・キャノニアー、5戦全勝のコーディ・ガーブラントがUFCデビュー。

## 試合結果

### アーリープレリム
第1試合 女子62.6kg契約ワンマッチ 5分3R
○  マリオン・レノー vs.  アレクシス・デュフレーン ×
3R終了 判定3-0（30-26、30-26、30-25）
※デュフレーンの体重超過により女子バンタム級から変更。
第2試合 ウェルター級ワンマッチ 5分3R
○  オマリ・アフメドフ vs.  マッツ・ニルソン ×
3R終了 判定3-0（29-28、29-28、29-28）

### プレリミナリーカード
第3試合 ライト級ワンマッチ 5分3R
○  エヴァン・ダナム vs.  ホドリゴ・ダム ×
3R終了 判定3-0（30-27、30-27、30-27）
第4試合 ヘビー級ワンマッチ 5分3R
○  ショーン・ジョーダン vs.  ジャレッド・キャノニア ×
1R 2:57 KO（右フック→パウンド）
第5試合 バンタム級ワンマッチ 5分3R
○  コーディ・ガーブラント vs.  マーカス・ブリメージ ×
3R 4:50 TKO（スタンドパンチ連打）
第6試合 ライト級ワンマッチ 5分3R
○  ポール・フェルダー vs.  ダニー・カスティーリョ ×
2R 2:09 KO（右バックブロー）

### メインカード
第7試合 ウェルター級ワンマッチ 5分3R
○  ヘクター・ロンバード vs.  ジョシュ・バークマン ×
3R終了 判定3-0（30-27、30-27、29-28）
※ロンバードの薬物検査失格によりノーコンテスト。
第8試合 フライ級ワンマッチ 5分3R
○  堀口恭司 vs.  ルイス・ゴーディノ ×
3R終了 判定3-0（29-28、30-27、30-27）
第9試合 ミドル級ワンマッチ 5分3R
○  ブラッド・タヴァレス vs.  ネイサン・マーコート ×
3R終了 判定3-0（30-27、30-27、30-27）
第10試合 ライト級ワンマッチ 5分3R
○  ドナルド・セラーニ vs.  マイルズ・ジュリー ×
3R終了 判定3-0（30-27、30-27、30-27）
第11試合 UFC世界ライトヘビー級タイトルマッチ 5分5R
○  ジョン・ジョーンズ vs.  ダニエル・コーミエ ×
5R終了 判定3-0（49-46、49-46、49-46）
※ジョーンズが8度目の防衛に成功。

### 各賞
ファイト・オブ・ザ・ナイト： ジョン・ジョーンズ vs. ダニエル・コーミエ
パフォーマンス・オブ・ザ・ナイト： ポール・フェルダー、ショーン・ジョーダン
各選手にはボーナスとして5万ドルが授与された。

### カード変更
負傷などによるカードの変更は以下の通り。
- ルスタム・ハビロフ → ポール・フェルダー（第6試合）

- ロンダ・ラウジー vs. キャット・ジンガーノ → UFC 184に移動